# Виссогота (герб)
Виссогота (Вишогота, Вискота, Вишкота; пол. Wyssogota, Wyszogota, Wyskota, Wyszkota) – шляхетський герб польського походження, вживаний в Речі Посполитій.

## Опис герба
Щит розсічено вертикально, праве поле - срібно-чорна шахівниця, в лівому полі, червоному, срібна півлілея (півгоздава) в стовп.
Клейнод - половина чоловіка, з вусами, що тримає в правиці меч, а в лівиці половину колеса.
Намет срібний, підбитий червоним праворуч і чорним ліворуч.
У записках зустрічаються суперечливі відомості щодо кольору, порядку фігур на щиті і змісту клейноду: за Куліковським, герб описаний як розсічений в стовп, в правому червоному полі срібна півлілея (півгоздава), в лівому полі шахівниця чорно-срібна, клейнод - половина чоловіка в срібних латах, тримаючий в правиці половину колеса (возового), в лівиці меч.

## Найбільш ранні згадки
- 1362 рік - печатка Домаслава, плебана з Непарта;
- 1376 рік - печатка Собєслава, абата Любінського монастиря;
- 1382 рік - печать Томислава з Вишкот;
- 1411 рік - запис судової справи[3].

## Роди
Бендорські (Bendorski, Będorski), Бренерти (Brenert), Вискоти (Wyskota), Вишкоти (Wyszkota), Голінські (Goliński), Дзецяртовські (Dzieciartowski), Закржевські (Закревські, Закшевські) (Zakrzewski), Кавецькі (Kawiecki), Подуховські (Poduchowski) 
Список був складений на основі достовірних джерел, особливо класичних і сучасних гербовників. Слід, однак, звернути увагу на часте явище самопризначення шляхтою невластивих гербів, що було потім втілено у виданих пізніше Гербовниках. Ідентичність прізвища не обов'язково означає приналежність до певного гербового роду. Таку приналежність можна безперечно визначити тільки генеалогічними дослідженнями.

### Відомі власники герба
- Ігнацій Виссогота Закржевський (1745-1802), політик, президент (тобто міський голова) Варшави, хорунжий] познанський, стольник познанський, підчаший познанський, депутат Чотирирічного Сейму
- Ігнацій Закржевський (1823-1889), історик і геральдист
- Евлогіуш (Євлогій) Виссогота-Закржевський (1806-1884), історик, учасник січневого (1863) та листопадового (1830-1831) повстань
- Станіслав Казимир Юзеф Вискота-Закржевський (1902-1986), полковник кавалерії Польських Збройних Сил
- Владислав Виссогота-Закржевський (1894-1981), підполковник піхоти Війська Польського